# Potential Breakup Song
Potential Breakup Song è un singolo di Aly & AJ, pubblicato nel 2007 da Hollywood Records. È il primo estratto dal loro secondo album Insomniatic.

## Descrizione
Il singolo è stato un vero tormentone estivo nel 2007, fermando il countdown di molti video e diventando il singolo di maggior successo di Aly & AJ fino ad oggi. Il brano è stato anche il terzo singolo di maggior successo degli artisti della Hollywood Records. Tuttavia, resta il singolo più venduto e fu certificato disco di platino dalla RIAA per aver venduto più di 1.000.000 di copie.
Ci sono 2 versioni che vengono mandate in onda dalle radio. Una è la versione ufficiale dell'album. L'altra è la versione editata per Radio Disney. La versione modificata cita le parole "gettin' to me" invece di "gettin' me" nel ritornello. Alla fine, "without me you're gonna die" (versione ufficiale) è stata sostituita con "without me you're gonna cry" (versione editata).
Il singolo è stato pubblicato su Radio Disney il 12 maggio 2007 con il testo editato, rispetto alla versione originale del singolo. La canzone è stata resa disponibile per il download negli Stati Uniti il 26 giugno 2007.
Il singolo è stato pubblicato in digitale anche in Italia il 1º ottobre 2007.
Potential Breakup Song debuttò alla posizione numero 77 nella classifica statunitense Billboard Hot 100 il 5 luglio 2007. La settimana successiva la canzone raggiunse la posizione numero 48 e subito dopo la posizione numero 23 a soli 3 settimane dall'uscita. Il 26 luglio 2007, la canzone salì fino alla posizione numero 17, diventando la canzone di maggior successo delle sorelline nella Billboard Hot 100. Un mese dopo il grande successo, la canzone scese fino alla posizione numero 50 il 23 agosto 2007. La settimana dopo, per l'ultima volta, la canzone raggiunse la posizione numero 41, dopo che Aly & AJ sono state ospiti a MTV's TRL per un'intera settimana. Il 26 settembre 2007, il singolo ha raggiunto i 522.192 digital downloads negli USA ed è stato certificato Disco di platino dalla RIAA.
Potential Breakup Song viene utilizzata nel videogioco Thrillville: Off the Rails e nel secondo episodio di The Miley and Mandy Show.

## Video musicale
Il video musicale, diretto da Chris Applebaum, è stato girato il 17 maggio 2007 e la première su TRL America è andata in onda il 18 giugno 2007. Il video debuttò alla posizione numero 10 il 21 agosto 2007 e si posizionò alla numero 6 il 29 agosto 2007. Il 18 luglio 2007, il video raggiunse la posizione numero uno nella classifica AOL Music's Top 10 Video.
Nel video sono presenti AJ Michalka e la sorella Alyson Michalka e cantano "Potential Breakup Song" con dietro un set grigio. Durante il ritornello appaiono le due sorelle vestite di bianco in un set illuminato. Durante le strofe invece si vedono le sorelline che ascoltano la loro canzone in uno studio di musica, anch'esso parte del set. Alla fine del video, i colori bianco e nero formano il nuovo logo del gruppo e di conseguenza appaiono le lettere XOXO e il sito web PotentialBreakup.com. Il video andato in onda su Disney Channel, avevo lo stesso testo della versione mandata in onda su Radio Disney. Questa versione non presenta alcun sito web alla fine. Il video fu mandato in onda anche su Nickelodeon Asia.
Potential Breakup Song si trova alla posizione 92 dei video più guardati di YouTube. Ad oggi, il video ha raccolto, insieme all'account della Hollywood Records e di Aly & AJ, più di 30 milioni di visite.

## Distribuzione
| Data            | Paese       | Formato          | Etichetta         |
| --------------- | ----------- | ---------------- | ----------------- |
| 12 maggio 2007  | Stati Uniti | Radio Disney     | Hollywood Records |
| 26 giugno 2007  | Stati Uniti | Uscita Radio     | Hollywood Records |
| 26 giugno 2007  | Stati Uniti | Digital Download | Hollywood Records |
| 1º ottobre 2007 | Italia      | Digital Download | EMI               |

## Classifiche
| Chart (2007/2008)          | Peak position |
| -------------------------- | ------------- |
| Billboard Canadian Hot 100 | 72            |
| Dutch Mega Single Top 100  | 83            |
| Irish Singles Chart        | 16            |
| Norwegian Singles Chart    | 18            |
| U.S. Billboard Hot 100     | 17            |
| U.S. Billboard Pop 100     | 19            |
| Official Singles Chart     | 22            |

## Versioni alternative
Nel 2020 Aly & Aj hanno pubblicato una seconda versione del singolo, questa volta come artiste indipendenti. Tale versione del brano, che include una produzione leggermente diversa dall'originale e utilizza l'espressione "fucking birthday" al posto di "stupid birthday", ha raggiunto la vetta della classifica generalista di iTunes USA.